# Lijst van tempels en heiligdommen van Artemis
Er waren in de antieke oudheid verscheidene tempels en heiligdommen van Artemis in en rond de Middellandse Zee, waarvan de bekendste:
- Heiligdom van Artemis Brauronia (in Athene),
- Heiligdom van Artemis in Aulis, (Aulis)
- Heiligdom van Artemis Orthia (in Sparta)
- Heiligdom van Artemis Tauropolos in Halai (tegenwoordig Loutsa of Artemida
- Tempel van Artemis Brauronia (in Brauron),
- Tempel van Artemis in Arles,
- Tempel van Artemis in Korfoe,
- Tempel van Artemis in Efeze (Een wereldwonder)
- Tempel van Artemis in Jerash,
- Tempel van Artemis in Leucophryene, (Magnesia ad Maeandrum),
- Tempel van Artemis in Massalia, (Marseille),
- Tempel van Artemis in Oenoatis, (Hinde van Keryneia)
- Tempel van Artemis in Syracuse,
- Tempel van Artemis Laphria in Calydon,
- Tempel van Artemis Laphria in Patrai,
- Tempel van Artemis Amarynthia op Euboea.